# Исколастрел
Исколастрел — Исполнительный комитет объединённого совета латышских стрелковых полков.
Исколастрел являлся выборным органом самоуправления латышских стрелков. Первый Исколастрел был избран на 1-м съезде, в котором участвовали делегаты латышских стрелковых полков. Съезд состоялся в Риге и проходил с 27 по 29 марта (9 — 11 апреля) 1917 года. Председателем Исколастрела стал известный латышский революционер Волдемар Ансович Озолс, который занимал этот пост до июня 1917 года, после чего сдал свои полномочия Оскару Стигге и ушёл в командование 12-й армии. Из 28 членов Исколастрела поначалу только 9 являлись большевиками. Сперва Исколастрел занял колеблющиеся политические позиции, так как среди его членов возникли разногласия относительно дальнейшего идеологического курса: часть делегатов оказало поддержку царской армии, другая часть была настроена в революционном ключе. 2-й съезд латышских стрелковых полков состоялся 17 (30) мая 1917 года, по итогам которого был избран новый состав Исколастрела. Из 50 членов нового Исколастрела более половины принадлежали к большевистскому движению. Сперва Исколастрел работал в Риге, а после захвата Риги 8-й армией кайзеровского генерала Оскара фон Гутьера он вынужден был отправиться в эвакуацию в Венден (Цесис); после завоевания Цесиса частями германского военного контингента он переместился в Москву и Бологое.
Главной функцией Исколастрела была организационная: он координировал деятельность латышских стрелковых вооружённых формирований, направленную на установление большевистской власти в тех губерниях Российской империи, из которых впоследствии сформировалась Латвийская республика и на упрочение позиций советских войск на этих территориях. Он способствовал образованию органов советской власти на территории, не оккупированной войсками Германской империи. После объявления мобилизации старой армии, после которой последовал её закономерный развал (в марте 1918 года, после событий Февральской революции), Исколастрел провёл масштабную реорганизацию латышских стрелковых полков. 13 апреля 1918 из них была сформирована Латышская стрелковая дивизия; она стала первой дивизией Советской армии, власть в которой принадлежала управлению стрелковых полков и его официальному представителю — Исколастрелу.
В функции Исколастрела также входило назначение командиров бригад, дивизий и полков. С 1 по 6 марта состоялся 6-й съезд ЦК СДЛ, после которого было решено передать Исколастрел в прямое подчинение командованию Армии Советской Латвии, а также Революционному военному совету. Тем не менее, за Исколастрелом были оставлены функции хозяйственного и административного контроля.
В конце мая 1919 года части советской армии, защитников Риги, вынуждены были отступить после взятия города войсками немецкого (балтийского) ландесвера и солдатами-ливенцами; после этого события, рокового для истории Латвийской Социалистической Советской Республики под руководством Петра Стучки и Карла Юлия Данишевского, Армия Советской Латвии была преобразована в 15-ю армию, а в июле 1919 года Исколастрел было решено ликвидировать. Управленческие функции Исколастрела были переданы политотделу Латышской стрелковой дивизии.